# Pałac biskupi w Ołomuńcu
Pałac biskupi w Ołomuńcu (czasem błędnie nazywany Pałacem Przemyślidów) – romańska budowla znajdująca się w pobliżu katedry, przy Václavském náměstí w Ołomuńcu, na Morawach w Republice Czeskiej. Zachowany jedynie częściowo. Obecnie muzeum archidiecezjalne.
Zbudowany około 1141 r. w pobliżu nowej siedziby biskupstwa w nowo powstałej katedrze św. Wacława przez ówczesnego ołomunieckiego biskupa, Henryka Zdíka. Trzykondygnacyjny budynek posiadał trzy skrzydła otaczające dziedziniec (z czwartej strony dziedziniec był zamknięty starszą, istniejącą już wcześniej budowlą). Oprócz siedziby biskupa pełnił także funkcję siedziby kapituły i konsystorza biskupiego. Wraz ze śmiercią biskupa Zdíka stracił obydwie funkcje i został przejęty przez szkołę katedralną.
W XIII w. został zniszczony przez pożary. W połowie XIV w. w miejscu romańskiego korytarza krzyżowego został zbudowany gotycki ambit. W latach 1435–1441 dobudowano do budynku gotycką kaplicę św. Jana Chrzciciela.
W 1867 r. Karl Biefel przypadkowo odkrył romańskie okna pałacu biskupiego, biorąc je za pozostałości po starym zamku Przemyślidów.

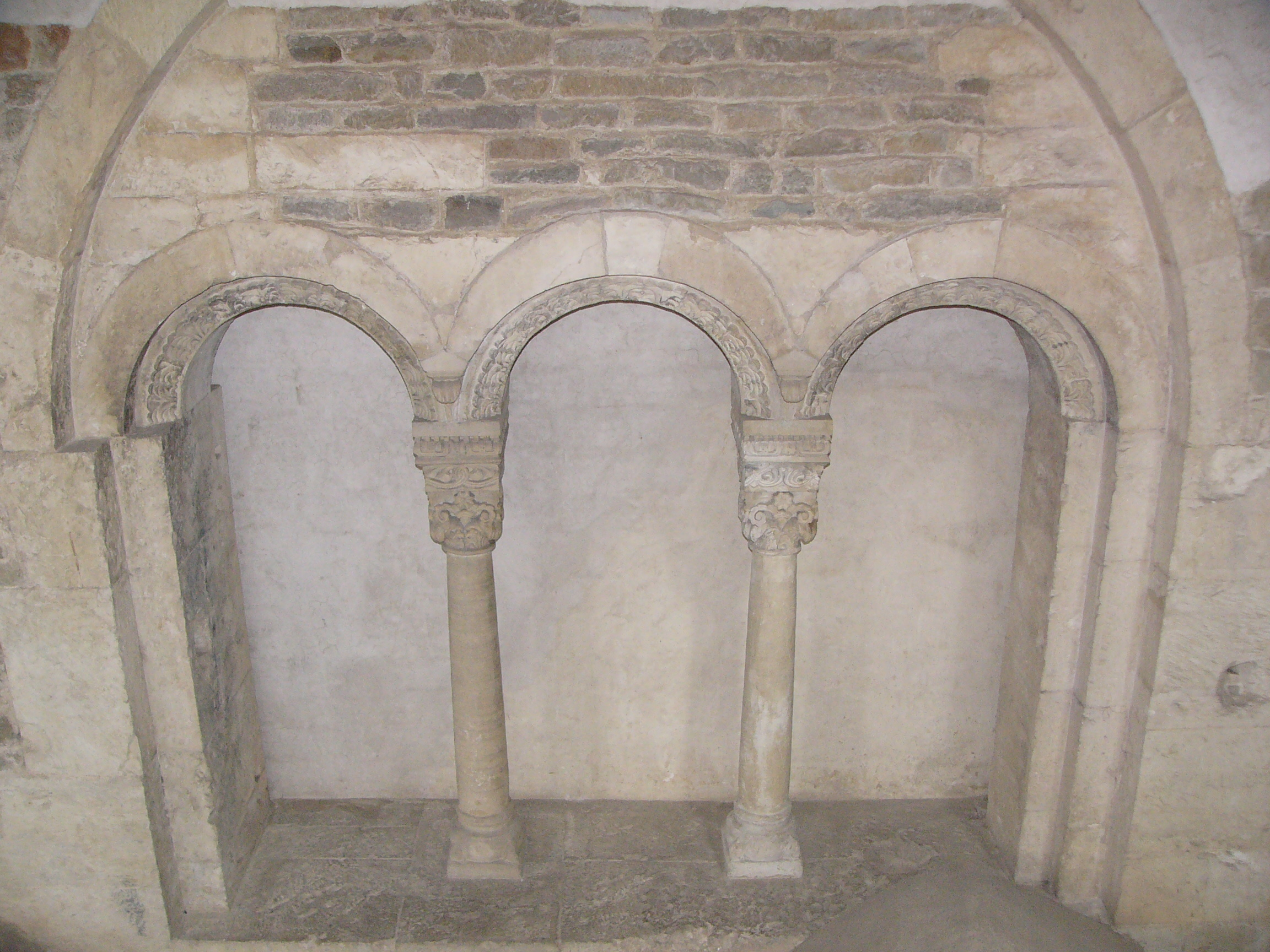
Pozostałości romańskich okien

Do dziś zachowały się mur zachodni oraz południowy, a także wschodnie skrzydło budowli. Zachowane elementy pałacu uważa się za jedne z najwspanialszych dzieł romańskiej architektury mieszkalnej.